# Кудрін Денис Іванович
Денис Іванович Кудрін (позивний — Хуліган; 25 грудня 1982, Короча, Росія — 7 березня 2022, Кутузівка) — російський офіцер, підполковник ЗС РФ, Герой Луганської Народної Республіки (посмертно).

## Біографія
Після закінчення у 2000 році середньої школи вступив до розташованої в Серпухові філії Військової академії Ракетних військ стратегічного призначення. У 2005 році у званні старшого лейтенанта був направлений для проходження служби до міста Іркутська.
У 2014 році з початком війни на сході України почав воювати на боці російсько-терористичних бандформувань під позивним «Хуліган». Брав участь у боях за Бахмутку та Дебальцеве.
Учасник російського вторгнення в Україну. Командир 3-го мотострілецького батальйону 2-ї окремої мотострілецької бригади. Загинув у бою.

## Нагороди
- Звання «Герой Луганської Народної Республіки» (15 вересня 2022, посмертно)
- Орден "За Доблесть" II ступеня" (лютий 2015)